# 825 هـ
825 هـ هي سنة في التقويم الهجري امتدت مقابلةً في التقويم الميلادي بين سنتي 1422 و1422.

## مواليد
- ابن أمير حاج
- أبو بكر الجراعي